# Modulare Programmierung
Modulare Programmierung ist ein Programmierparadigma. Der Ansatz sieht vor, Computerprogramme systematisch in logische Teilblöcke aufzuspalten, die Module genannt werden.
Modulare Programmierung soll größere Softwareprojekte kontrollierbar und übersichtlich halten. Module können einzeln geplant, programmiert und getestet werden. Universelle Module müssen nur einmal programmiert und können wiederverwendet werden. Insofern ist eine Ähnlichkeit zur serviceorientierten Architektur (SOA) vorhanden. Wenn alle Module erfolgreich getestet sind, können diese Einzelteile logisch miteinander verknüpft und zu einer größeren Anwendung zusammengesetzt werden. Erst dann ist die Anwendung als gesamtes einsatzbereit.
Praktisch alle aktuellen imperativen Programmiersprachen erlauben die Umsetzung des modularen Ansatzes. Hierzu zählt die prozedurale Programmierung, die Prozeduren zusammen mit Daten in Modulen zusammengefasst. Und in der objektorientierte Programmierung sind es ihre Grundelemente, die Klassen, die Modulen entsprechen.
Modula-2, Ada, Oberon, Component Pascal und VHDL sind typische modulare Programmiersprachen.
In anderen Programmierungssprachen bieten sich Bibliotheken an, die die Modularisierung der Programmierungssprache imitieren können, wenn diese von der Sprache nicht unterstützt wird. Insbesondere bietet sich das an, wenn die Sprache die Möglichkeit bietet bei Laufzeit weitere Klassen hinzuzuladen. Dies wird in Java mit dem OSGi Framework durchgeführt.
Auch im .Net-Framework gibt es von Haus aus Möglichkeiten, Assemblies dynamisch nachzuladen.